# 皮埃蒙特大區總部
皮埃蒙特大區總部（義大利語：Grattacielo Regione Piemonte）是位於義大利皮埃蒙特大區都靈的摩天大樓，建築物於2015年封頂，但直到2022年才正式啟用，作為皮埃蒙特大區政府大樓使用。皮埃蒙特大區總部為地上42層、地下2層建築，高205公尺，目前為都靈第一高樓、義大利第三高樓，僅次於米蘭的安聯大樓與裕信銀行大樓。建築師為義大利籍的馬希米拉諾·佛克薩斯。

## 外部連結
维基共享资源上的相關多媒體資源：皮埃蒙特大區總部
- La sede unica （页面存档备份，存于）,sedeunica.regione.piemonte.it.